# Глускер, Вадим Борисович
Вади́м Бори́сович Глу́скер (17 января 1971, Ленинград, СССР) — российский тележурналист, известный как корреспондент телеканала НТВ (1993—2001, 2003—2022).

## Биография
Вадим Глускер родился 17 января 1971 года в Ленинграде. Учился во французской спецшколе в Москве.
После окончания школы поступил на географический факультет Московского государственного университета, который впоследствии окончил по специальности «Геополитика». Параллельно Вадим проходил обучение во французском университетском колледже при МГУ и стал работать на телевидении редактором-международником в «Телевизионной службе новостей» и «Телеутре» РГТРК «Останкино».
В 1993 году окончил учёбу во Франции и вскоре вернулся в Москву. В октябре 1993 года приступил к работе корреспондента информационной службы на недавно образованном частном телеканале НТВ. Первоначально работал корреспондентом премьерского и президентского пулов, освещал политическую жизнь России, ездил в командировки по стране. Освещал дела, связанные с крушением финансовых пирамид и инвестиционных фондов — от МММ и «Селенги» до «Хопёр-Инвеста» и «Властилины», затем думские выборы и предвыборную кампанию Бориса Ельцина в 1996 году. В 1998 году принимал участие в телеигре «Форт Боярд» в составе команды журналистов НТВ (Марианна Максимовская, Жанна Агалакова, Сергей Гапонов, Александр Хабаров, Андрей Кондрашов, Эрнест Мацкявичюс, Борис Кольцов и др.).
С мая 1998 года Вадим стал работать за рубежом, сначала в качестве корреспондента, а затем — обозревателя представительства телеканала НТВ в Париже (Франция). О начальном периоде своей работы во Франции корреспондент рассказал в одном из своих интервью:

«Это была смешная история. С одной стороны было волнующе — во Франции я в свое время учился, потом ездил в командировки, и у меня уже были здесь друзья-приятели. Но я все равно уезжал в незнакомую страну. И самое смешное, что я улетал в Париж 18 августа 1998 года — то есть в наш знаменитый „чёрный вторник“. С утра мы сели с оператором в самолёт — со всеми коробками с техникой и чемоданами, и, пока летели, в стране произошел дефолт. Мы пробыли в Париже два-три дня и получили указание: „Ребята, возвращайтесь“. Было непонятно, какая будет финансовая ситуация, что будет дальше. Но к концу года все разрешилось, и мы снова вернулись на корпункт».

В апреле 2001 года Вадим Глускер покидает НТВ вместе со всем основным составом сотрудников из-за смены руководства, через месяц переходит на телеканал ТВ-6. С мая 2001 по январь 2002 года — корреспондент Службы информации ТВ-6 в Париже (Франция). С июня 2002 по июнь 2003 года продолжил работу в аналогичной должности на телеканале ТВС, созданном журналистами прежних НТВ и ТВ-6. Готовил репортажи для телепрограмм «Сегодня на ТВ-6», «Сейчас», «Новости», «Грани» и «Итоги». Иногда, по случаю важных событий, вместе со своим тогдашним оператором Леонидом Придорогиным выезжал на съёмки и в другие страны Западной Европы.
В июне 2003 года, после закрытия ТВС, приглашался Константином Эрнстом на «Первый канал», но решил вернуться на НТВ в качестве директора-обозревателя французского корпункта канала, иногда делая репортажи и из других стран Европы.
С июля 2015 по февраль 2022 года — директор-обозреватель представительства НТВ в ЕС, образованного путём объединения представительств телекомпании в Германии и Франции и расположенного в Брюсселе (Бельгия).
На НТВ в разные годы работал для информационных программ «Сегодня», «Итоги» с Евгением Киселёвым, «Намедни» с Леонидом Парфёновым, «Страна и мир», «Личный вклад» с Александром Герасимовым, «Сегодня: итоговая программа», «Сегодня. Итоги», «Анатомия дня», а также «Акценты недели», «Точка», «Итоги дня» и «Итоги недели» с Ирадой Зейналовой.
2 марта 2022 года на фоне российского вторжения на Украину ушёл с НТВ — по информации пресс-службы телеканала, журналист это сделал «по состоянию здоровья». Последний репортаж Глускера в эфире НТВ вышел 26 февраля 2022 года в рамках программы «Центральное телевидение».
Владеет английским и французским языками.

## Автор документальных фильмов
Принимал участие в создании нескольких документальных фильмов, в большинстве случаев — в роли автора и ведущего:
- «Давос всегда Давос» (2007) — о Всемирном экономическом форуме в Давосе (Швейцария)[46].
- «В поисках Франции» (2010) — документальный сериал о традициях и обычаях страны, в которой журналист работал уже более 10 лет[47][48].
- «Настоящий итальянец» (2011) — аналогичный сериал об Италии, стране, также входящей в зону ответственности журналиста как руководителя корреспондентского бюро[49][50].
- «Кольца судьбы» (2012) — документальный сериал об олимпийском движении, приуроченный к XXX Летним Олимпийским играм 2012 года в Лондоне[51].
- «Сталин с нами» (2013) — документально-художественный проект, посвящённый Иосифу Сталину и его личности. Здесь Глускер — только руководитель проекта, автором и ведущим же является другой обозреватель канала — Владимир Чернышёв[52].
- «Белый дом, чёрный дым» (2013) — фильм, снятый к 20-й годовщине со дня разгона Верховного совета РФ в октябре 1993 года и вызвавший общественные споры[53]. Здесь Глускер — только руководитель проекта[54], ведущим снова был Владимир Чернышёв.
- «Генерал» (2014) — фильм об «очищенном от глянца» Шарле де Голле с человеческим лицом[55].
- «Голос великой эпохи» (2014) — фильм о легендарном дикторе Юрии Левитане, снятый к 100-летию с его дня рождения[56].
- Цикл «НТВ-видение: Мировая закулиса» (2016—2019):
  - «Зараза» (2016) — фильм о вирусных угрозах, которыми регулярно запугивают мир[57];
  - «Красота» (2016) — о том, как устроена индустрия красоты[58];
  - «Большой брат» (2016) — фильм о тотальной слежке, её особенностях и последствиях[59];
  - «Секты» (2016) — о деятельности сект в разных уголках планеты[60];
  - «Таблетка от здоровья» (2016) — о лекарствах и их влиянии на организм человека[61];
  - «Повелители погоды» (2017) — фильм об аномальных погодных явлениях[62];
  - «Тайные общества» (2017) — о мировых тайных организациях[63];
  - «Модный заговор» (2019) — об уловках продавцов в бытовых магазинах;
  - «Предсказатели» (2019) — разоблачение современных оракулов;
  - «Тайна вечной жизни» (2019) — о том, как люди пытаются бороться со старением;
  - «Плата за стройность» (2019) — достоинства и недостатки различных способов похудания.
- «НТВ-видение. Дело Каневского» (2019) — фильм, приуроченный к 80-летию актёра и ведущего телевизионного цикла «Следствие вели...» Леонида Каневского[64].

## Награды
- Указом президента РФ Путина № 815 от 27 июня 2007 года «за большой вклад в развитие отечественного телевидения и плодотворную работу» директор-обозреватель корреспондентского бюро НТВ во Франции Вадим Глускер был награждён медалью ордена «За заслуги перед Отечеством» I степени[65][66].
- 22 июня 2015 года был награждён золотой медалью французской ассоциации La Renaissance Française за заслуги в области французской культуры[67].
- Благодарность Президента Российской Федерации (26 июля 2021 года) — за заслуги в развитии средств массовой информации и многолетнюю добросовестную работу[68].